# Israel José Rubio
Israel José Rubio Rivero, né le 11 janvier 1981, est un haltérophile vénézuélien.

## Palmarès
Jeux olympiques d'été de 2004
- Médaille de bronze en – 62 kg.

Jeux panaméricains de 2003
- Médaille de bronze en – 62 kg.

Jeux sud-américains de 2010
- Médaille d'or en – 69 kg.

Jeux panaméricains de 2011
- Médaille d'or en – 69 kg.